# گاداستون
گاداستون (به انگلیسی: Godstone) یک روستا و محله مدنی در بریتانیا است که در Tandridge واقع شده‌است. گاداستون ۱۸٫۰۶ کیلومتر مربع مساحت و ۵٬۹۴۹ نفر جمعیت دارد.